# Home Nations Championship 1907
Die Ausgabe 1907 des Turniers Home Nations Championship in der Sportart Rugby Union (das spätere Five Nations bzw. Six Nations) fand vom 12. Januar bis zum 16. März statt. Turniersieger wurde Schottland, das mit Siegen gegen alle anderen Teilnehmer die Triple Crown schaffte.
Obwohl bis 1910 nicht offiziell Teil des Turniers, wurde ein Spiel zwischen England und Frankreich vereinbart, das während des Turniers stattfand.

## Teilnehmer
| Land       | Stadion                         | Stadt                 | Kapitän                                  |
| ---------- | ------------------------------- | --------------------- | ---------------------------------------- |
| England    | Athletic Ground / Rectory Field | Richmond / Blackheath | Basil Hill / John Green / Ernest Roberts |
| Irland     | Lansdowne Road                  | Dublin                | Alfred Tedford / Charles Elliot Allen    |
| Schottland | Inverleith                      | Edinburgh             | Louis Greig / Patrick Munro              |
| Wales      | St Helen’s / Cardiff Arms Park  | Swansea / Cardiff     | Dicky Owen / Billy Trew / Rhys Gabe      |

## Tabelle
|    | Land       | Spiele | Siege | Unent. | Ndlg. | Spiel- punkte | Diff. | Tabellen- punkte |
| -- | ---------- | ------ | ----- | ------ | ----- | ------------- | ----- | ---------------- |
| 1. | Schottland | 3      | 3     | 0      | 0     | 29:9          | + 20  | 6                |
| 2. | Wales      | 3      | 2     | 0      | 1     | 54:6          | + 48  | 4                |
| 3. | Irland     | 3      | 1     | 0      | 2     | 20:53         | − 33  | 2                |
| 4. | England    | 3      | 0     | 0      | 3     | 12:47         | − 35  | 0                |

## Ergebnisse
| 12. Januar 1907 | Wales                                                                | 22 : 0         | England | St Helen’s, Swansea Zuschauer: 12.000 Schiedsrichter: John Gillespie (Schottland) |
| 12. Januar 1907 | Versuche: Brown Gibbs Maddock (2) Williams (2) Erhöhungen: Gibbs (2) | (13:0) Bericht |         | St Helen’s, Swansea Zuschauer: 12.000 Schiedsrichter: John Gillespie (Schottland) |

| 2. Februar 1907 | Schottland                | 6 : 3         | Wales                 | Inverleith, Edinburgh Schiedsrichter: C. Lefevre (Irland) |
| 2. Februar 1907 | Versuche: Monteith Purves | (0:3) Bericht | Straftritte: Winfield | Inverleith, Edinburgh Schiedsrichter: C. Lefevre (Irland) |

| 9. Februar 1907 | Irland                                                                    | 17 : 9         | England                                        | Lansdowne Road, Dublin Zuschauer: 10.000 Schiedsrichter: J. T. Tulloch (Schottland) |
| 9. Februar 1907 | Versuche: Caddell (2) Tedford Thrift Erhöhungen: Parke Straftritte: Parke | (14:0) Bericht | Versuche: Imrie Slocock Straftritte: Pickering | Lansdowne Road, Dublin Zuschauer: 10.000 Schiedsrichter: J. T. Tulloch (Schottland) |

| 23. Februar 1907 | Schottland                                                     | 15 : 3        | Irland             | Inverleith, Edinburgh Schiedsrichter: Arthur Jones (England) |
| 23. Februar 1907 | Versuche: Frew Purves Sanderson Erhöhungen: Geddes (2) MacLeod | (0:3) Bericht | Straftritte: Parke | Inverleith, Edinburgh Schiedsrichter: Arthur Jones (England) |

| 9. März 1907 | Wales                                                                                                 | 29 : 0        | Irland | Cardiff Arms Park, Cardiff Schiedsrichter: F. W. Marsh (England) |
| 9. März 1907 | Versuche: Bush Gabe Jones Williams (3) Erhöhungen: Winfield (2) Straftritte: Winfield Dropgoals: Bush | (6:0) Bericht |        | Cardiff Arms Park, Cardiff Schiedsrichter: F. W. Marsh (England) |

| 16. März 1907 | England          | 3 : 8   | Schottland                                 | Rectory Field, Blackheath Zuschauer: 17.000 Schiedsrichter: T. D. Schofield (Wales) |
| 16. März 1907 | Versuche: Peters | Bericht | Versuche: Purves Simson Erhöhungen: Geddes | Rectory Field, Blackheath Zuschauer: 17.000 Schiedsrichter: T. D. Schofield (Wales) |

## Zusatzspiel gegen Frankreich
| 5. Januar 1907 | England                                                                                       | 41 : 13         | Frankreich                                                          | Athletic Ground, Richmond Zuschauer: 6.000 Schiedsrichter: William Williams (England) |
| 5. Januar 1907 | Versuche: Birkett Lambert (5) Nanson Shewring Slocock Erhöhungen: Hill (5) Dropgoals: Birkett | (13:13) Bericht | Versuche: Communeau Muhr Erhöhungen: Maclos (2) Straftritte: Maclos | Athletic Ground, Richmond Zuschauer: 6.000 Schiedsrichter: William Williams (England) |